# Роман Медуна
Роман Медуна (словац. Roman Meduna; нар. 25 лютого 1976) — словацький борець греко-римського стилю, срібний призер чемпіонату світу серед військовослужбовців, чемпіон світу серед студентів.

## Життєпис
Боротьбою почав займатися з 1987 року. За першу збірну своєї країни виступав з 1996 по 2008 рік. Взяв участь у 9 чемпіонатах світу (найкращий результат — 5 місце на чемпіонаті світу з боротьби 2002 року) та в 11 чемпіонатах Європи (найкращий результат — 4 місце на чемпіонаті Європи з боротьби 2001 року).
Виступав за спортивний клуб «Дукла» Тренчин. Тренер — Петр Хір'як (з 2005).

## Спортивні результати на міжнародних змаганнях

### Виступи на Чемпіонатах світу
| Змагання                        | Збірна     | Вагова категорія                 | Місце |
| ------------------------------- | ---------- | -------------------------------- | ----- |
| Чемпіонат світу з боротьби 1997 | Словаччина | греко-римська боротьба, до 85 кг | 17    |
| Чемпіонат світу з боротьби 1998 | Словаччина | греко-римська боротьба, до 97 кг | 16    |
| Чемпіонат світу з боротьби 1999 | Словаччина | греко-римська боротьба, до 97 кг | 22    |
| Чемпіонат світу з боротьби 2001 | Словаччина | греко-римська боротьба, до 97 кг | 9     |
| Чемпіонат світу з боротьби 2002 | Словаччина | греко-римська боротьба, до 96 кг | 5     |
| Чемпіонат світу з боротьби 2003 | Словаччина | греко-римська боротьба, до 96 кг | 32    |
| Чемпіонат світу з боротьби 2005 | Словаччина | греко-римська боротьба, до 96 кг | 23    |
| Чемпіонат світу з боротьби 2006 | Словаччина | греко-римська боротьба, до 96 кг | 23    |
| Чемпіонат світу з боротьби 2007 | Словаччина | греко-римська боротьба, до 96 кг | 16    |

### Виступи на Чемпіонатах Європи
| Змагання                         | Збірна     | Вагова категорія                 | Місце |
| -------------------------------- | ---------- | -------------------------------- | ----- |
| Чемпіонат Європи з боротьби 1996 | Словаччина | греко-римська боротьба, до 82 кг | 29    |
| Чемпіонат Європи з боротьби 1997 | Словаччина | греко-римська боротьба, до 85 кг | 17    |
| Чемпіонат Європи з боротьби 1999 | Словаччина | греко-римська боротьба, до 97 кг | 10    |
| Чемпіонат Європи з боротьби 2000 | Словаччина | греко-римська боротьба, до 97 кг | 13    |
| Чемпіонат Європи з боротьби 2001 | Словаччина | греко-римська боротьба, до 97 кг | 4     |
| Чемпіонат Європи з боротьби 2002 | Словаччина | греко-римська боротьба, до 96 кг | 10    |
| Чемпіонат Європи з боротьби 2003 | Словаччина | греко-римська боротьба, до 96 кг | 17    |
| Чемпіонат Європи з боротьби 2004 | Словаччина | греко-римська боротьба, до 96 кг | 13    |
| Чемпіонат Європи з боротьби 2005 | Словаччина | греко-римська боротьба, до 96 кг | 14    |
| Чемпіонат Європи з боротьби 2007 | Словаччина | греко-римська боротьба, до 96 кг | 8     |
| Чемпіонат Європи з боротьби 2008 | Словаччина | греко-римська боротьба, до 96 кг | 19    |

### Виступи на Чемпіонатах світу серед військовослужбовців
| Змагання                                                  | Збірна     | Вагова категорія                 | Місце  |
| --------------------------------------------------------- | ---------- | -------------------------------- | ------ |
| Чемпіонат світу з боротьби серед військовослужбовців 2000 | Словаччина | греко-римська боротьба, до 97 кг | Срібло |
| Чемпіонат світу з боротьби серед військовослужбовців 2000 | Словаччина | вільна боротьба, до 130 кг       | 4      |

### Виступи на Всесвітніх іграх військовослужбовців
| Змагання                                | Збірна     | Вагова категорія                 | Місце |
| --------------------------------------- | ---------- | -------------------------------- | ----- |
| Всесвітні ігри військовослужбовців 1999 | Словаччина | греко-римська боротьба, до 97 кг | 9     |

### Виступи на Чемпіонатах світу серед студентів
| Змагання                                        | Збірна     | Вагова категорія                 | Місце  |
| ----------------------------------------------- | ---------- | -------------------------------- | ------ |
| Чемпіонат світу з боротьби серед студентів 2002 | Словаччина | греко-римська боротьба, до 96 кг | Золото |
| Чемпіонат світу з боротьби серед студентів 2004 | Словаччина | греко-римська боротьба, до 96 кг | 5      |

### Виступи на інших змаганнях
| Змагання                                                             | Збірна     | Вагова категорія                 | Місце |
| -------------------------------------------------------------------- | ---------- | -------------------------------- | ----- |
| Олімпійський кваліфікаційний турнір з боротьби 2000 (Фаенца)         | Словаччина | греко-римська боротьба, до 97 кг | 23    |
| Олімпійський кваліфікаційний турнір з боротьби 2000 (Клермон-Ферран) | Словаччина | греко-римська боротьба, до 97 кг | 12    |
| Гран-прі Німеччини з боротьби 2002                                   | Словаччина | греко-римська боротьба, до 96 кг | 4     |
| Олімпійський кваліфікаційний турнір з боротьби 2004 (Новий Сад)      | Словаччина | греко-римська боротьба, до 96 кг | 20    |
| Олімпійський кваліфікаційний турнір з боротьби 2004 (Ташкент)        | Словаччина | греко-римська боротьба, до 96 кг | 15    |
| Гран-прі Німеччини з боротьби 2007                                   | Словаччина | греко-римська боротьба, до 96 кг | 15    |
| Олімпійський кваліфікаційний турнір з боротьби 2008 (Роме-Остія)     | Словаччина | греко-римська боротьба, до 96 кг | 8     |
| Олімпійський кваліфікаційний турнір з боротьби 2008 (Новий Сад)      | Словаччина | греко-римська боротьба, до 96 кг | 22    |
| Гран-прі Німеччини з боротьби 2009                                   | Словаччина | греко-римська боротьба, до 96 кг | 15    |
| Золотий Гран-прі з боротьби 2009                                     | Словаччина | греко-римська боротьба, до 96 кг | 11    |

### Виступи на змаганнях молодших вікових груп
| Змагання                                       | Збірна     | Вагова категорія                 | Місце |
| ---------------------------------------------- | ---------- | -------------------------------- | ----- |
| Чемпіонат Європи з боротьби серед юніорів 1993 | Словаччина | греко-римська боротьба, до 74 кг | 6     |
| Чемпіонат світу з боротьби серед юніорів 1994  | Словаччина | греко-римська боротьба, до 81 кг | 5     |
| Чемпіонат світу з боротьби серед молоді 1995   | Словаччина | греко-римська боротьба, до 82 кг | 12    |